# Blanche của Pháp, Công tước phu nhân xứ Orléans
Blanche của Pháp (1 tháng 4 năm 1328 - 8 tháng 2 năm 1382) là con gái của vua Charles IV của Pháp và người vợ thứ ba của ông, Jeanne xứ Évreux. Blanche là hậu duệ nữ cuối cùng còn sống sót của một vị vua cuối của nhánh chính triều đại Capet.

## Con gái duy nhất của Vua
Balnche là con gái và là đứa con hợp pháp duy nhất còn sống sót đến tuổi trưởng thành của Charles IV. Giống như với những người từng là bác ruột của bà làm Vua Pháp, Louis X và Philip V, đều không để lại những hậu duệ nam hợp pháp sống sót. Do đó Blanche là người duy nhất còn sống sót của nhánh chính, nhà Capet. Mười hai năm trước, một quy tắc chống lại sự kế vị của phái nữ, được cho là bắt nguồn từ luật Salic, đã được công nhận là sự kiểm soát kế vị ngai vàng của Pháp. Theo đó quy tắc này đã khiến cho cô con gái Marie 1 tuổi của Charles (1327 - 6 tháng 10 năm 1341) đã không thành công với tư cách là nữ quốc vương Pháp.
Mẹ bà, Jeanne cũng mang bầu tại thời điểm Charles qua đời, vì nếu có thể đó là một đứa con trai thì đứa con trai đó sẽ được làm quốc vương Pháp sau khi sinh ra, tuy vậy Jeanne lại sinh ra Blanche, khiến cho bà và chị gái bà mãi mãi không được làm Quốc vương Pháp theo bộ luật này. Điều đó khiến cho Philippe, Công tước xứ Valois, nhiếp chính của Vua, nhanh chóng lên làm Vua, lập nên nhánh phụ và triều đại thứ 2, Valois. Vào thời điểm này, một quy tắc kế tiếp nữa, một lần nữa được cho là dựa trên luật Salic, đã được công nhận là cấm không chỉ thừa kế bởi một người phụ nữ, mà còn thừa kế thông qua một dòng nữ.

## Hôn nhân
Blanche kết hôn vào ngày 8 tháng 1 năm 1345 với anh họ Philippe xứ Valois, con trai của vua Philippe VI của Pháp và vương hậu Jeanne. Họ không có con chung, nhưng Philippe có con ngoài giá thú. Ông đã qua đời vào năm 1376 và tước hiệu với đất đai trở về lãnh địa vương gia.
Blanche qua đời năm 1382 và được chôn cất trong nhà nguyện của nhà thờ Đức Bà trong Vương cung thánh đường Thánh Denis.